# Phillipscurve
De Phillipscurve is een curve die in een economie de korte-termijnrelatie tussen inflatie en werkloosheid weergeeft. Simpel gesteld zou er sprake zijn van een correlatie tussen een lage werkloosheid en een hoge inflatie.
De curve is genoemd naar de Nieuw-Zeelandse econoom William Phillips die deze relatie als eerste onderzocht. De oorspronkelijke Phillipscurve laat zien dat er een inverse relatie tussen de nominale lonen en de werkloosheid zou bestaan. De curve is belangrijk om een aantal ontwikkelingen in de economie te kunnen begrijpen, waaronder de conjunctuurcyclus. De theorie is in de jaren 1970 onderuit gehaald door monetaristen als Milton Friedman en aanhangers van de theorie van de rationele verwachtingen, zoals Robert Lucas.
Hoewel er een inderdaad een korte termijn afruil tussen werkloosheid en inflatie bestaat, is deze correlatie op de lange termijn niet waargenomen. Heden ten dage wordt de Phillipscurve dan ook als te simplistisch gezien. De werkloosheidsvoet is intussen als voorspeller van de inflatie afgelost door meer accurate voorspellers, die gebaseerd zijn op de omloopsnelheid van geld en aanbodmaatregelen zoals de MZM ("money zero maturity") omloopsnelheid, die op korte-, maar niet op lange termijn onder invloed staan van de werkloosheid.

## Geschiedenis

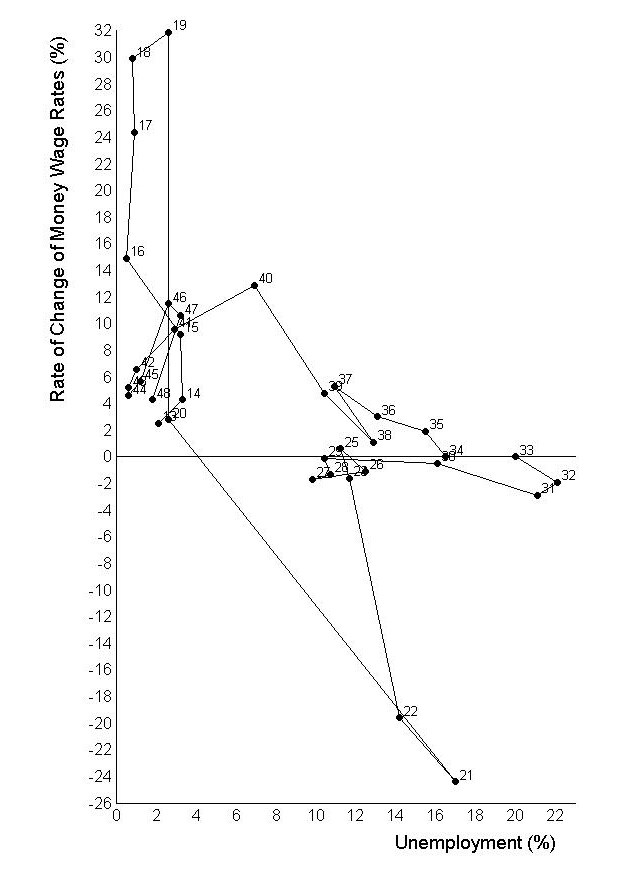
Verandering in de lonen afgezet tegen de werkloosheid, Verenigd Koninkrijk 1913-1948 (uit Phillips (1958))

William Phillips publiceerde in 1958 een artikel met de titel, The Relation between Unemployment and the Rate of Change of Money Wage Rates in the United Kingdom, 1861-1957 (Nederlands: De relatie tussen werkloosheid en de veranderingen in de nominale lonen in Verenigd Koninkrijk, 1861-1957). Hij observeerde een inverse relatie tussen de nominale lonen en de werkloosheid in het onderzochte tijdvak in de Britse economie. Vergelijkbare patronen werden in andere landen gevonden.
In 1960 gingen Paul Samuelson en Robert Solow met Phillips' werk aan de gang. Zij werkten het werk van Phillips om tot een expliciet verband tussen inflatie en werkloosheid: als de inflatie hoog was, was de werkloosheid laag en omgekeerd. In de jaren 1920 had de Amerikaanse econoom Irving Fisher deze relatie al eerder opgemerkt.
In de jaren volgend op het artikel van Phillips, geloofden veel economen in de moderne industriële landen dat er een permanente stabiele relatie tussen inflatie en werkloosheid zou bestaan. Een implicatie van zo'n relatie was dat een slim gekozen overheidsbeleid in staat zou zijn om de werkloosheid en de inflatie te controleren met een keynesiaans economisch beleid. Zij konden een redelijk hoge inflatie toestaan in de wetenschap dat dit tot een lagere werkloosheid zou leiden; er zou sprake zijn van een afruil. Monetair- en/of fiscaal beleid (dat wil zeggen begrotingstekorten) zou bijvoorbeeld kunnen worden gebruikt om de economie te stimuleren, het bruto binnenlands product te verhogen en zo de werkloosheid te verlagen. Langs de Phillips-curve bewegend, zou dit weliswaar tot een hogere inflatievoet leiden, maar daar stond het voordeel van lagere werkloosheidscijfers tegenover.

### Stagflatie
In de jaren 1970 kregen veel landen te maken met gelijktijdig hoge niveaus van inflatie en werkloosheid, een fenomeen dat bekend kwam te staan als stagflatie. Theorieën die zich baseerden op de Phillipscurve suggereerden dat dit niet kon gebeuren. De Phillipscurve-relatie kwam steeds meer onder vuur te liggen. De bekendste daarvan was Milton Friedman. Friedman stelde dat de Phillipscurve-relatie slechts een korte-termijnfenomeen was. Hij betoogde dat werknemers en werkgevers in de lange termijn rekening zullen houden met de inflatie, wat in arbeidsovereenkomsten resulteert waar het loon in ieder geval wordt verhoogd met de verwachte inflatie. De werkloosheid zou dan beginnen te stijgen naar het oude niveau, maar nu met een hogere inflatie. Dit resultaat impliceert dat er op de langere termijn geen afweging tussen inflatie en werkloosheid bestaat. Deze implicatie is om praktische redenen belangrijk, omdat het impliceert dat centrale banken geen werkgelegenheidsdoelstellingen moeten stellen die lager ligt dan het natuurlijk werkloosheidspercentage.
Sinds 1974 zijn er zeven Nobelprijzen uitgereikt voor werk dat zijn oorsprong deels vond in kritiek op de Phillipscurve. Een groot deel van deze kritiek baseert zich op de ervaringen in de Verenigde Staten tijdens de jaren 1970. Daar traden in die jaren perioden met een hoge werkloosheid soms tegelijkertijd op met een hoge inflatie, iets wat in tegenspraak was met de Phillipscurve. De zeven economen die deze Nobelprijzen kregen waren Thomas Sargent, Christopher Sims, Edmund Phelps, Edward Prescott, Robert Mundell, Robert Lucas, Milton Friedman en Friedrich von Hayek.
Meer recent onderzoek heeft aangetoond dat op zeer lage niveaus van inflatie en werkloosheid wel degelijk sprake is van een bepaalde afweging. Werk door George Akerlof, William Dickens en George Perry impliceert dat als de inflatie van twee tot nul procent wordt verlaagd, de werkloosheid permanent 1,5 procent hoger komt te liggen. Dit komt omdat werknemers over het algemeen een hogere tolerantie voor reële loonsverlagingen hebben dan voor nominale loonsverlagingen. Zo zal een werknemer eerder een loonsverhoging van twee procent aanvaarden bij een inflatie van drie procent, dan een loonsverlaging van één procent wanneer de inflatie nul is.

### De Phillipscurve heden ten dage
De meeste economen maken niet langer gebruik van de Phillipscurve in zijn oorspronkelijke vorm, omdat in de jaren zeventig werd aangetoond dat deze te simplistisch was. Dit is goed te zien aan de hand van een vluchtige analyse van de Amerikaanse inflatie- en werkloosheidcijfers tussen 1953 en 1992. Er is niet één specifieke curve, die op de data past, maar drie verschillende, voor de perioden 1955-1971, 1974-1984 en 1985-1992; elk van de drie toont een in het algemeen neerwaartse helling, maar op drie verschillende niveaus, waarbij de verschuivingen tussen de drie verschillende Phillipscurves abrupt verlopen. Verder zijn de gegevens voor 1953-1954 en 1972-1973 niet gemakkelijk te groeperen. Een meer formele analyse poneert zelfs het bestaan van maximaal vijf groepen/curven gedurende de gehele waarnemingsperiode.
Toch blijven aangepaste vormen van de Phillipscurve, waarbij rekening wordt gehouden met inflatoire verwachtingen tot op de huidige dag invloedrijk. De theorie kent verschillende namen, met enige variatie in haar details, maar alle moderne versies maken een onderscheid tussen korte termijn- en lange termijn effecten op de werkloosheid. De "korte-termijnphillipscurve" wordt ook wel de "met verwachtingen aangevulde phillipscurve" genoemd omdat de Phillipscurve gaat schuiven wanneer de inflatieverwachtingen toenemen, zoals Edmund Phelps en Milton Friedman betoogden. Op de lange termijn impliceert dit dat het monetaire beleid niet van invloed kan zijn op de werkloosheid, die weer teruggaat naar haar "natuurlijke werkloosheidsgraad" of naar haar "NAIRU" of "lange-termijn-Phillipscurve" genoemd. Deze "lange-termijnneutraliteit" van monetair beleid staat echter wel schommelingen op de korte termijn toe. De monetaire autoriteit beschikken dus over het vermogen om de werkloosheid tijdelijk te verlagen door een verhoging van de permanente inflatie toe te staan, en vice versa.
Een vergelijking zoals de met verwachtingen aangevulde phillipscurve verschijnt ook in vele recente nieuwkeynesiaanse dynamisch stochastisch algemeen evenwichtsmodel modellen. In deze macro-economisch modellen met starre prijzen bestaat er een positieve relatie tussen de inflatie en het niveau van de vraag, en dus een negatief verband tussen de mate van inflatie en de werkloosheid. Deze relatie wordt vaak de "nieuwkeynesiaanse Phillipscurve" genoemd. Net als de met verwachtingen-aangevulde Phillipscurve, impliceert de nieuwkeynesiaanse Phillipscurve dat een toename van de inflatie de werkloosheid weliswaar tijdelijk kan verlagen, maar niet permanent kan laten zakken. Twee invloedrijke artikelen die uitgaan van een nieuwe keynesiaanse Phillipscurve zijn Clarida, Galí en Gertler (1999) en Blanchard en Galí (2007).